# Samuel Knudsen
Samuel Jakob Bendt Mathias Moses Knudsen (* 30. April 1929 in Kangersuatsiaq) ist ein grönländischer Künstler, Schriftsteller und Lehrer.

## Leben
Samuel Knudsen ist der Sohn des Jägers Peter Elias Rasmus Knudsen (1901–?) und seiner Frau Lea Karoline Elisabeth Christiansen (1908–?). Am 4. März 1950 heiratete er Amalie Johanne Sofie Marie Immanuelsen (1929–?), die Tochter von Knud Martin Timotheus Immanuelsen (1890–?) und Anine Johanne Nielsen (1891–?).
Wie üblich wurde Samuel als Jäger erzogen. Diesem Beruf ging er seine ersten 30 Lebensjahre lang nach. Als er sich jedoch alle Finger seiner linken Hand abfror, konnte er nicht weiter auf Jagd gehen und wurde Hilfslehrer, was er bis 1989 blieb. Dabei bemerkte er, dass die Kinder Probleme hatten schreiben zu lernen, weil es nichts gab, was die Kinder lesen konnten. Also begann Samuel Knudsen damit, Kinderbücher auf Grönländisch zu schreiben. Ohne eine künstlerische Ausbildung genossen zu haben, fing er schließlich auch an zu malen. Seine Kunstwerke spiegeln die grönländischen Mythen und Sagen wider und sind häufig als Linolschnitte gefertigt. 1987 schuf er das Logo der Gemeinde Upernavik im Rathaus und 1991 die Bürgermeisterkette. Er stellte 1990 in Skanderborg und 1991 in Upernavik aus.
Am 7. Juni 1999 erhielt er den Nersornaat in Silber.

## Werke
- 1983: Suluit 3 (Gedichte)
- 1983: Puisinnguaq / En lille sæl (Kinderbuch)
- 1988: Qaartuluk (illustriertes Kinderbuch)
- 1990: Piniartuaraq, piniutit sananeri / Lille fanger, fremstilling af fangstredskaber (Kinderbuch)
- 1994: Nikku Tinilu (Kinderbuch)